# سیلوانو برتینی
سیلوانو برتینی (انگلیسی: Silvano Bertini; ۲۷ مارس ۱۹۴۰ – ۲۷ ژوئن ۲۰۲۱) بوکسور اهل ایتالیا بود.